# Acacia trachyphloia
Acacia trachyphloia är en ärtväxtart som beskrevs av Mary Douglas Tindale. Acacia trachyphloia ingår i släktet akacior, och familjen ärtväxter. Inga underarter finns listade i Catalogue of Life.